# 노영훈
노영훈(1988년 12월 29일 ~ )은 대한민국의 전직 스타크래프트 프로게이머이다. Young라는 아이디를 사용하며, 종족은 프로토스이다. 전 화승 OZ 소속이다.
2007년 상반기 드래프트에서 르까프 OZ의(현 화승 OZ) 2차 지명으로 입단하였다.
팀플레이가 폐지된 신한은행 프로리그 08-09부터 개인전에 출전에 초반엔 자주 승수를 쌓는 등 선전했으나, 3라운드 중반부터 패수가 더 많아지면서 좋은 모습을 보이지 못하였고 2009년 8월 은퇴하였다.
2010년 7월 26일, 군입대하였다.
이후 2012년 8월 제대하였다.

## 수상 경력
- 2006년 8월 엘리트 학생복 스쿨리그 1차시즌 우승
- 2007년 3월 엘리트 학생복 스쿨리그 왕중왕전 우승
- 2008년 7월 프로리그 2008 2차 2군평가전 다승왕